# Pedro Corrêa do Lago
Pedro Aranha Corrêa do Lago (Rio de Janeiro, 15 de março de 1958) é um editor, escritor, historiador, colecionador, curador e administrador brasileiro, com atuação destacada na história da arte. Formou aquela que é considerada a maior coleção privada de manuscritos do mundo. Descobriu ou divulgou milhares de peças relativas ao Brasil esquecidas em coleções privadas no país ou no exterior. É autor de 22 livros sobre a arte e a cultura brasileiras e sobre manuscritos. Foi curador de importantes exposições no país e no exterior. Em 2002 fundou com sua mulher, Bia Corrêa do Lago, a editora Capivara, especializada em arte brasileira, e publicou os primeiros levantamentos completos das obras dos maiores pintores viajantes. Foi presidente da Fundação Biblioteca Nacional, de março de 2003 a outubro de 2005, quando fundou a Revista de História da Biblioteca Nacional. É cronista da Revista Piauí.

## Biografia
Nascido na capital fluminense, é filho do Embaixador Antônio Correa do Lago e neto do estadista Oswaldo Aranha. Corrêa do Lago passou a maior parte da infância fora do Brasil, acompanhando seu pai em seus diversos postos no exterior. Foi alfabetizado em língua francesa, e fala cinco idiomas. É genro do escritor  Rubem Fonseca.
Pedro Corrêa do Lago foi aluno da Pontifícia Universidade Católica do Rio de Janeiro (PUC-RJ) de professores como Pedro Malan, André Lara Resende, Edmar Bacha, Pérsio Arida e Francisco Lopes, no curso de mestrado em Economia, onde foi colega de turma de Armínio Fraga e Gustavo Franco. Obteve o mestrado em 1983.
De 1987 a 2002 foi livreiro antiquário em São Paulo onde fundou a Livraria Corrêa do Lago. Foi também representante da casa de leilões Sotheby’s em São Paulo, de 1986 a 2012. Desde 1992 é membro do conselho da Bienal de São Paulo, e desde 2008, é sócio titular do Instituto Histórico e Geográfico Brasileiro (IHGB).
Em 2009, Corrêa do Lago ganhou o Prêmio Jabuti juntamente com sua esposa pelo livro Coleção Princesa Isabel – Fotografia do Século XIX.

## Colecionador de manuscritos
Começando aos 12 anos de idade, Corrêa do Lago juntou aquela que é geralmente considerada a maior coleção privada de cartas, documentos e manuscritos formada no mundo nos últimos 50 anos. A coleção foi o assunto do seu livro de 2003, intitulado True to the letter, publicado em cinco línguas. Desde então a coleção cresceu a ponto de se tornar a mais abrangente nas seis áreas escolhidas como foco por Corrêa do Lago: arte, literatura, história, ciência, música e entretenimento. Ao longo de quase cinquenta anos, Corrêa do Lago reuniu dezenas de milhares de cartas, documentos, fotos assinadas e todo tipo de itens manuscritos emanando das quatro ou cinco mil figuras reconhecidas por ele como as mais destacadas nestes seis campos, desde 1500. Peças significativas de personalidades tais como Newton e Einstein, Mozart e Beethoven, Van Gogh e Picasso, Joyce e Proust, Henrique VIII e Gandhi, Chaplin e Disney estão presentes na coleção, que será mostrada ao público pela primeira vez de junho a setembro de 2018 na Biblioteca Morgan de Nova York, quando 140 peças escolhidas serão expostas.

## Pesquisas e descobertas
Um dos maiores especialistas na iconografia colonial do Brasil, Corrêa do Lago e as equipes que coordenou foram responsáveis pela pesquisa primária a respeito dos mais destacados artistas atuantes no Brasil do século XVII ao século XIX. O levantamento das obras completas de Frans Post, Jean-Baptiste Debret, Nicolas-Antoine Taunay, Albert Eckhout, Johann Moritz Rugendas e Armand Julien Pallière foram realizados por ele ou publicados sob sua orientação. Nessas extensas pesquisas foram catalogadas milhares de obras.
Corrêa do Lago também descobriu inúmeros quadros sem atribuição ou atribuídos erroneamente e os devolveu à obra de grandes artistas. Denunciou também dezenas de falsificações, algumas das quais estavam presentes havia décadas em museus e estudadas como obras autênticas. Em suas pesquisas, ao longo de quatro décadas, recolheu e identificou muitos acervos fotográficos ou documentais e descobriu na Europa em 2008, com sua mulher Bia, a coleção fotográfica da Princesa Isabel, com mais de mil peças, desaparecida havia mais de 120 anos.
Encontrou também em acervos privados a mais antiga fotografia das Américas, de Hercules Florence, o mais importante retrato de Maurício de Nassau, e o primeiro quadro a óleo da cidade de São Paulo (1823). Nos últimos vinte anos, publicou milhares de obras e documentos inéditos em duas dezenas de livros e catálogos.

## Formação de coleções
Corrêa do Lago formou ou ajudou a formar importantes acervos documentais e artísticos no Brasil:
- Em 1994 sugeriu ao Instituto Moreira Salles (IMS) a formação de um grande acervo de fotografia brasileira do século XIX. O Instituto adquiriu então em 1995 uma coleção de 2500 imagens originais formada por Corrêa do Lago na década anterior e mostrada no livro Rio de Janeiro 1862-1927, publicado pelo IMS em 1998. Corrêa do Lago indicou a coleção Gilberto Ferrez como nova etapa no enriquecimento da coleção institucional do IMS e essa foi adquirida em 1998. Em 2002 o IMS adquiriu as 3 mil fotos que constituíam a segunda coleção formada por Pedro Corrêa do Lago entre 1995 e 2002 (e exibida em Brasília pela FAAP, no ano 2000), que continha a única foto de Hercules Florence (intitulada por ele “photographie”). Com a aquisição dessas três coleções o IMS consolidou sua posição como maior repositório da fotografia oitocentista brasileira no país.
- Em 1996, Corrêa do Lago e sua mulher Bia também foram responsáveis pela catalogação inicial da coleção de iconografia brasileira adquirida por seu intermédio pela Fundação Estudar do antiquário J. Kugel, em Paris. A coleção foi doada em 2007 pela Fundação à Pinacoteca do Estado de São Paulo, e forma hoje o núcleo da coleção iconográfica da Instituição.
- Em 1997, por iniciativa da Fundação Roberto Marinho e com patrocínio privado, o governo do Estado do Rio Grande do Sul recebeu para o Memorial do Rio Grande do Sul a “Coleção Pedro Corrêa do Lago” formada por mais de dezesseis mil documentos brasileiros de grande significado cultural.
- De 2000 a 2008, juntamente com Ruy Souza e Silva, Corrêa do Lago constituiu para Olavo Setúbal, a coleção Brasiliana Itaú, hoje em exposição permanente no Espaço Olavo Setubal, no edifício Itaú Cultural em São Paulo, formada por mais de 5000 peças.

## Curadorias
Corrêa do Lago foi curador de 15 exposições entre as quais destacam-se as seguintes:
- Em 2000, organizou o módulo "O Olhar Distante”, da Mostra do Redescobrimento, na Bienal de São Paulo, dedicado à obra dos artistas estrangeiros que pintaram o Brasil por quatro séculos.
- Em 2005 foi curador da exposição Frans Post - Le Brésil à la cour de Louis XIV [O Brasil na corte de Luis XIV], no Museu do Louvre em Paris, primeira mostra de tema brasileiro montada na instituição francesa, que reuniu pela primeira vez os sete primeiros quadros pintados nas Américas por um pintor formado na Europa.
- No mesmo ano, foi um dos curadores da mostra L’Empire Brésilien et ses photographes [O Império Brasileiro e seus fotógrafos] no Museu d’Orsay, também a primeira exposição de tema brasileiro no museu, formada com imagens do acervo da Biblioteca Nacional e do IMS.
- A partir de 2009, Corrêa do Lago foi o curador das seis itinerâncias da coleção Brasiliana Itaú, formada por Olavo Setúbal, e exibidas de 2010 a 2013 na Pinacoteca do Estado de São Paulo, no Museu Nacional de Belas Artes no Rio de Janeiro, no Palácio das Artes em Belo Horizonte, na Universidade de Fortaleza (UNIFOR), no Museu Oscar Niemeyer (MON) em Curitiba e no Museu Nacional de Brasília, exposições visitadas por mais de duzentas mil pessoas.
- Em dezembro de 2014 foi inaugurado o Espaço Olavo Setubal, no Itaú Cultural da Avenida Paulista, com curadoria de Pedro Corrêa do Lago, exposição permanente de um recorte da coleção iconográfica e documental chamada Brasiliana Itaú, formada com sua orientação, para o Banco Itaú.
- Em 2018 auxiliou os curadores da Morgan Library, de Nova York, na escolha e na apresentação de 140 peças escolhidas de sua coleção de manuscritos, que serão exibidas de junho a setembro na exposição The Magic of Handwriting: The Pedro Corrêa do Lago Collection.

## Editora Capivara
Em 2002, com sua mulher Bia, Corrêa do Lago fundou a editora Capivara, uma casa editorial especializada na arte e nos assuntos brasileiros. A Capivara cedo especializou-se em levantamentos completos das obras dos grandes artistas viajantes, a começar por Frans Post e Jean-Baptiste Debret e incluindo outros artistas como mostra a lista elencada em Publicações (abaixo).
O casal formou equipes para classificar e ilustrar as milhares de obras identificadas e criou uma prática de publicar catálogos raisonnés (completos) dos maiores artistas anteriores ao século XX. Desde 2002 (73) a Capivara também se especializou em livros sobre fotografia brasileira do século XIX e publicou várias obras importantes sobre o assunto. Em 2009 e 2014 publicou os alentados volumes sobre as coleções Brasiliana Itaú (com 2500 imagens) e IHGB (com 2300 imagens). Corrêa do Lago foi também o editor do catálogo completo da obra de Vik Muniz, 1987-2009, (que teve uma segunda edição 1987-2015), cobrindo a totalidade da obra do mais famoso artista contemporâneo brasileiro. Em 2017 publicou a fotobiografia de seu avô, Oswaldo Aranha, favoravelmente acolhida pela crítica.

## Publicações
1. Documentos e Autógrafos Brasileiros na Coleção Pedro Corrêa do Lago. Rio de Janeiro: Salamandra, 1997. (Segunda edição: Sextante Artes, 1998).
2. Iconografia Paulistana do Século XIX, Metalivros. São Paulo, 1997 (Segunda edição: Editora Capivara, 2003).
3. Caricaturistas Brasileiros, Sextante Artes. Rio de Janeiro, 1999. (Segunda edição: Editora Contracapa, 2001).
4. O Olhar Distante da Mostra do Redescobrimento, Associação Brasil 500 Anos Artes Visuais. São Paulo, Abril – 2000 (com Jean Galard).
5. O Século XIX na Fotografia Brasileira. Editora Francisco Alves, 2000 (com Rubens Fernandes Jr.).
6. Militão Augusto de Azevedo. Editora Capivara. Rio de Janeiro, 2001.
7. “Iconografia Brasileira  Coleção Itaú”. Contra-Capa. Rio de Janeiro, 2001.
8. O Século XIX nos Documentos Latino-Americanos. Editora Capivara, Rio de Janeiro, 2003.
9. Cinq siècles sur papier. Éditions de La Martinière, Paris, 2004. Traduções: True to the letter.Themes and Hudson, Londres e New York, 2004.  Cinco séculos a papel e tinta. Editora Afrontamento, Porto, 2004. Schriftstücke, Gesternberg Verlag, Frankfurt, 2005. Cinco siglos en papel, Nerea, San Sebastian, 2007.
10. Brésil, les premiers photographes d’un empire sous les tropiques, Éditions Gallimard, Paris 2005. (com Bia Corrêa do Lago) edição em português, Os Fotógrafos do Império, Capivara Editora, Rio de Janeiro, 2005.
11. Frans Post, le Brésil à la cour de Louis XIV, Edições Museu do Louvre, Paris 2005. (com Blaise Ducos)
12. Le Comte de Clarac et la Forêt Vierge du Brésil, Edições Musée du Louvre, Paris 2005. (com Louis Frank)
13. Frans Post (1612-1680) Obra Completa, Capivara Editora, Rio de Janeiro, 2006 (com Bia Corrêa do Lago), edição em inglês Frans Post {1612-1680} Catalogue Raisonné, 5 Continents, Milan, 2007
14. Debret e o Brasil (1816-1831) – Obra Completa,  Capivara Editora, Rio de Janeiro, 2007 (com Julio Bandeira).
15. Taunay e o Brasil (1816-1821) – Obra Completa, Capivara Editora, Rio de Janeiro, 2008.
16. Coleção Princesa Isabel – Fotografia do Século XIX, Capivara Editora, Rio de Janeiro, 2008 (com Bia Corrêa do Lago).
17. Vik Muniz – Obra Completa 1987-2009, Capivara Editora, Rio de Janeiro, 2009.   
18. Brasiliana Itaú – uma grande coleção dedicada ao Brasil, Capivara Editora, 2009.
19. Pallière e o Brasil – Obra Completa, Capivara Editora, Rio de Janeiro, 2011. (com Ana Pessoa e Julio Bandeira)
20. Brasiliana IHGB: 175 anos do Instituto Histórico e Geográfico Brasileiro, Capivara Editora, 2014. (organizador)
21. Vik Muniz – Obra Completa 1987-2015, Capivara Editora, Rio de Janeiro, 2015.
22. Oswaldo Aranha Uma Fotobiografia, Capivara Editora, Rio de Janeiro, 2017

## Gestão na Biblioteca Nacional
Convidado em janeiro de 2003 pelo Ministro da Cultura, Gilberto Gil, e o seu secretário do Livro e da Leitura, Waly Salomão (falecido três meses mais tarde), Corrêa do Lago foi presidente da Fundação Biblioteca Nacional de fevereiro de 2003 a outubro de 2005.
Ainda que lhe tenha sido possível reorganizar importantes serviços dentro da Instituição e criar uma influente revista ilustrada mensal de história (Revista de História da Biblioteca Nacional – RHBN), sua gestão foi tumultuada pela oposição sistemática dos líderes da Associação de Servidores, frustrados pela eliminação de privilégios, cargos-fantasma e contratações irregulares, vantagens indevidas concedidas pelas administrações anteriores, que Corrêa do Lago imediatamente cancelou.
Em meados de 2005, uma greve de três meses dos funcionários do Ministério da Cultura forçou a Biblioteca Nacional a fechar as suas portas ao público.
Durante esse período ocorreu um roubo de peças raras, incluindo fotografias, gravuras e desenhos, que foram mais tarde em grande parte recuperados.
O crime foi perpetrado por uma quadrilha que acabou presa após pilhar muitas Instituições culturais brasileiras nos anos 2000 (Itamaraty, Arquivo Nacional, MIS, Casa de Ruy Barbosa, Arquivo Geral do Rio de Janeiro, Biblioteca Nacional, Museu do Ipiranga, Museu Nacional, etc). A prática usual da quadrilha era a de subornar os guardas terceirizados dessas instituições. O mesmo ocorreu na Biblioteca Nacional, vazia durante os três meses de greve, onde os ladrões operaram livremente por vários dias com a cumplicidade dos guardas.
Esses fatos eram desconhecidos à época das investigações, e suscitaram alegações a respeito da segurança da Biblioteca, fortalecendo ataques dos ativistas da Associação dos Servidores a Corrêa do Lago. A isso adicionaram-se duvidas que se revelaram infundadas a respeito da Revista de História, levando Corrêa do Lago a pedir demissão em outubro de 2005.
Corrêa do Lago publicou um artigo na Folha de S.Paulo criticando implicitamente a falta de recursos para a Biblioteca Nacional, incapaz de resolver os problemas endêmicos que se repetem a cada administração e elogiando o então Ministro da Cultura, Gilberto Gil, ressaltando seus esforços na manutenção da Fundação.
Investigações internas do MinC e da CGU a respeito de supostas irregularidades na administração foram encaminhadas ao TCU, que acabou inocentando Corrêa do Lago por unanimidade do plenário em 2014.
Corrêa do Lago também foi absolvido em todas as ações levantadas contra ele pelo Ministério Público Federal relativas à Revista de História e ao sistema de segurança da Biblioteca Nacional, (indefeso diante do suborno dos guardas).
Logo após sua saída, em dezembro de 2005, Corrêa do Lago foi ainda vítima de uma desastrada operação no aeroporto do Rio de Janeiro coordenada por um delegado federal em busca de supostas falsificações que segundo ele teriam sido substituídas às peças originais da Biblioteca Nacional pelo curador e pelo Museu de Louvre, onde acabara de ser encerrada a exposição Frans Post. A denúncia irresponsável provou-se imediatamente falsa e foi objeto de um artigo de Zuenir Ventura no Jornal O Globo intitulada “Denúncia vazia - um perigo”.

## Revista de História da Biblioteca Nacional
Logo após assumir, em fevereiro de 2003, Corrêa do Lago criou o Conselho de História da Biblioteca Nacional, convidando vários dos maiores historiadores do país, como Evaldo Cabral de Melo, José Murilo de Carvalho, Caio Boschi, Ronaldo Vainfas, Laura de Melo e Souza, Lilia Schwarcz, Ricardo Benzaquen e Marieta Moraes Ferreira, grupo ao qual adicionou-se mais tarde Alberto da Costa e Silva.
O Conselho aprovou imediatamente o projeto apresentado por Corrêa do Lago de uma revista ilustrada mensal, vendida em bancas de jornais, e distribuída em escolas e bibliotecas, dedicada à divulgação da história do Brasil, projeto que Corrêa do Lago já acalentava antes mesmo de seu novo cargo.
Graças ao aporte de recursos privados da editora Vera Cruz pertencente ao banqueiro Aloysio Faria, entusiasta da ideia, foi assim fundada a revista, com o nome inicial de Nossa História. Todo o conteúdo editorial era aprovado pelo rigoroso Conselho de História e a revista logo revolucionou a divulgação da pesquisa histórica no Brasil, oferecendo centenas de milhares de leitores para estudos que eram até então lidos por apenas algumas dezenas de especialistas em revistas acadêmicas. O sucesso foi imediato e a revista chegou a vender mensalmente em bancas de jornais 50.000 exemplares.
Diante do sucesso, a editora Vera Cruz, proprietária do título Nossa História, preferiu após o primeiro ano continuar a editar por conta própria uma revista que não contaria mais com o conteúdo editorial e a supervisão da Biblioteca Nacional. Essa decisão resultou, por iniciativa de Corrêa do Lago, na criação de uma nova revista, com os mesmos propósitos e diagramação, agora batizada de “Revista de História da Biblioteca Nacional”.
O Conselho de História aprovou a mudança, confirmou o seu apoio à nova revista, que passou a contar com o patrocínio da Petrobrás, através da lei de incentivo a Cultura. (A nova revista continuou a sua trajetória de sucesso por mais 11 anos, enquanto a “Nossa História” foi fechada após menos de dois).
Malentendidos a respeito do processo de transição entre as duas revistas e alegações infundadas levaram o Ministério Público a questionar o financiamento da Revista de História da Biblioteca Nacional, alegando que o dinheiro público havia sido usado sem licitação. A acusação era improcedente, pois foram os aportes privados do patrocinador e não as verbas públicas da Biblioteca Nacional que financiaram a revista enquanto se chamou de “Nossa História”. O equívoco permaneceu e Corrêa do Lago sofreu processos nos quais foi absolvido, mas cuja divulgação tumultuou sua gestão.
A revista contribuiu de forma notável para a popularização da história do Brasil, durante doze anos e só foi encerrada na década seguinte, em 2015, devido ao fim do financiamento da Petrobrás, sem verbas para a Cultura após o escândalo da Lava-Jato.

## Vida pessoal
Desde 1994 Pedro Corrêa do Lago é casado em segundas núpcias com Bia Corrêa do Lago, que geralmente o auxilia em suas garimpagens fotográficas ligadas à História do Brasil. Tem dois enteados, Antonio Pedro Goulart e Paulo Henrique Fonseca. Bia Corrêa do Lago, filha do escritor Rubem Fonseca, foi apresentadora do programa Umas Palavras, exibido em horário nobre no Canal Futura de 2001 a 2016. Bia é também co-autora da novela Tempo de Amar, exibida na TV Globo de setembro de 2017 a março de 2018.

## Na cultura popular
Pedro Corrêa do Lago inspirou personagens em dois best sellers: O livro O Xangô de Baker Street, 1995, de Jô Soares, (o livreiro Miguel Solera de Lara) e O Codex 632, 2005, do escritor português José Rodrigues dos Santos (Paulo Ferreira da Lagoa).[carece de fontes?]